# Liste der Monuments historiques in Bruley
Die Liste der Monuments historiques in Bruley führt die Monuments historiques in der französischen Gemeinde Bruley auf.

## Liste der Immobilien
| Bezeichnung                | Beschreibung                                                                                   | Standort            | Kennzeichnung | Schutzstatus | Datum | Bild           |
| -------------------------- | ---------------------------------------------------------------------------------------------- | ------------------- | ------------- | ------------ | ----- | -------------- |
| Rosenkranzkapelle          | Wallfahrtskapelle; 1892 erbaut, Architekt Rémy Jacquemin; zugehörig die Lourdesgrotte von 1884 | Rue du Chêne (Lage) | PA54000068    | Inscrit      | 2005  | weitere Bilder |
| Friedhofskapelle St-Martin | Turm und Chorapsis der alten Pfarrkirche St-Martin, 12. Jahrhundert                            | Rue du Chêne (Lage) | PA00106005    | Inscrit      | 1984  | weitere Bilder |

## Liste der Objekte
| Bezeichnung                   | Beschreibung                                                                                   | Standort                                 | Kennzeichnung | Schutzstatus | Datum | Bild |
| ----------------------------- | ---------------------------------------------------------------------------------------------- | ---------------------------------------- | ------------- | ------------ | ----- | ---- |
| Hauptaltar                    | Altartisch mit Altaraufbau und Tabernakel; Holz, farbig gefasst und vergoldet, 18. Jahrhundert | in der Friedhofskapelle St-Martin (Lage) | PM54001444    | Inscrit      | 2009  |      |
| Retabel der zwei Seitenaltäre | Stein, farbig gefasst und vergoldet, 18. Jahrhundert                                           | in der Friedhofskapelle St-Martin (Lage) | PM54001445    | Inscrit      | 2009  |      |